# Hexagrama (I Ching)
El libro I Ching se compone de 64 hexagramas.
 Un hexagrama es una figura compuesta por seis líneas horizontales apiladas (爻 yáo), en la cual cada línea es un Yang (una línea sólida o ininterrumpida) o un Yin (una línea interrumpida por un espacio en su zona central). Las líneas del hexagrama tradicionalmente son contadas de abajo arriba, por lo que la línea inferior es considerada la línea 1 mientras que la línea en la parte superior es la línea 6. Los hexagramas se forman a partir de los ocho trigramas, en diferentes combinaciones. Cada hexagrama es acompañado por una descripción, a menudo de carácter críptico, similar a parábolas. Cada línea en cada hexagrama también posee una descripción similar.

## Tipos de hexagramas
Los comentarios clásicos y modernos del I Ching mencionan distintos tipos de hexagramas:
- Trigrama en ocho
- Hexagrama original
- Hexagrama futuro
- Hexagrama nuclear
- Hexagrama reverso (es el que se obtiene invirtiendo un hexagrama de manera que su parte inferior pase arriba y la superior pase a ser la inferior)
- Hexagrama complementario (se fabrica reemplazando todas las líneas por sus líneas opuestas)
- Hexagrama de cambio (bian gua)
- Hexagrama interno (nei gua)
- Hexagrama externo (wai gua)
- Hexagrama mutual (hu gua)

## Tabla con los 64 hexagramas
Mediante la combinación de los trigramas superior e inferior es posible obtener 64 hexagramas distintos.
| Trigramas superior → inferior ↓ | 乾 qián el cielo      | 坤 kūn la tierra            | 震 zhèn el trueno        | 坎 kǎn el agua               | 艮 gèn la montaña | 巽 xùn el viento   | 離 lí el fuego             | 兌 duì la bruma         |
| 乾 qián el cielo                | 1 Poder               | 11 Paz                      | 34 Gran madurez          | 5 Espera                     | 26 Lo grande doma | 9 Lo pequeño doma  | 14 Gran posesión           | 43 Irrupción            |
| 坤 kūn la tierra                | 12 Estancamiento      | 2 Receptivo                 | 16 Entusiasmo            | 8 Unión                      | 23 Dispersión     | 20 Contemplación   | 35 Progreso                | 45 Reunión              |
| 震 zhèn el trueno               | 25 Inocencia          | 24 Retorno                  | 51 Conmoción             | 3 Dificultad inicial         | 27 Nutrición      | 42 Aumento         | 21 Mordedura               | 17 Seguimiento          |
| 坎 kǎn el agua                  | 6 Pleito              | 7 Ejército                  | 40 Liberación            | 29 Abismo                    | 4 Inmadurez       | 59 Disolución      | 64 Antes de la terminación | 47 Agobio               |
| 艮 gèn la montaña               | 33 Retirada           | 15 Modestia                 | 62 Lo pequeño prepondera | 39 Obstáculo                 | 52 Inmovilidad    | 53 Desarrollo      | 56 Viajero                 | 31 Cortejo              |
| 巽 xùn el viento                | 44 Venir al encuentro | 46 Ascenso                  | 32 Duración              | 48 Pozo                      | 18 Estropeado     | 57 Dócil           | 50 Caldero                 | 28 Lo grande prepondera |
| 離 lí el fuego                  | 13 Comunidad          | 36 Oscurecimiento de la luz | 55 Abundancia            | 63 Después de la terminación | 22 Gracia         | 37 Familia         | 30 Adherente               | 49 Revolución           |
| 兌 duì la bruma                 | 10 Pisada             | 19 Acercamiento             | 54 Doncella a casar      | 60 Limitación                | 41 Mengua         | 61 Verdad interior | 38 Oposición               | 58 Placentero           |

## Secuencia de hexagramas
La secuencia más conocida y difundida es la secuencia del rey Wen; una completamente diferente es la que se encuentra en los Textos de Mawangdui; la secuencia binaria, también conocida como la secuencia Fu Xi o secuencia Shao Yong; y existe también la de los ocho palacios, usada en procesos adivinatorios.